# When You Grow Up
When You Grow Up è il secondo album in studio della cantautrice statunitense Priscilla Ahn, pubblicato il 3 maggio 2011 dalla Blue Note Records.

## Tracce
Testi e musiche di Priscilla Ahn, eccetto dove indicato.
1. When You Grow Up – 3:02 (Priscilla Ahn, Jake Blanton)
2. One Day Will Do – 4:16
3. Oo La La – 3:22 (Priscilla Ahn, Eleni Mandell)
4. Vibe So Hot – 3:12 (Benji Hughes)
5. City Lights (Pretty Lights) – 3:23 (Priscilla Ahn, Inara George)
6. I Don't Have Time to Be in Love – 3:26 (Priscilla Ahn, Charlie Wadhams)
7. Cry Baby – 3:14
8. Lost Cause – 4:09
9. Empty House – 4:26
10. I Will Get Over You – 3:42 (Priscilla Ahn, Sia Furler)
11. Elf Song – 4:16
12. Torch Song – 5:37